# پانتتین
پانتتین (به انگلیسی: Pantetheine) با فرمول شیمیایی C۱۱H۲۲N۲O۴S یک ترکیب شیمیایی با شناسه پاب‌کم ۴۷۹ است. که جرم مولی آن ۲۷۸٫۳۶۹ g/mol می‌باشد. 